# Alas (insignia)

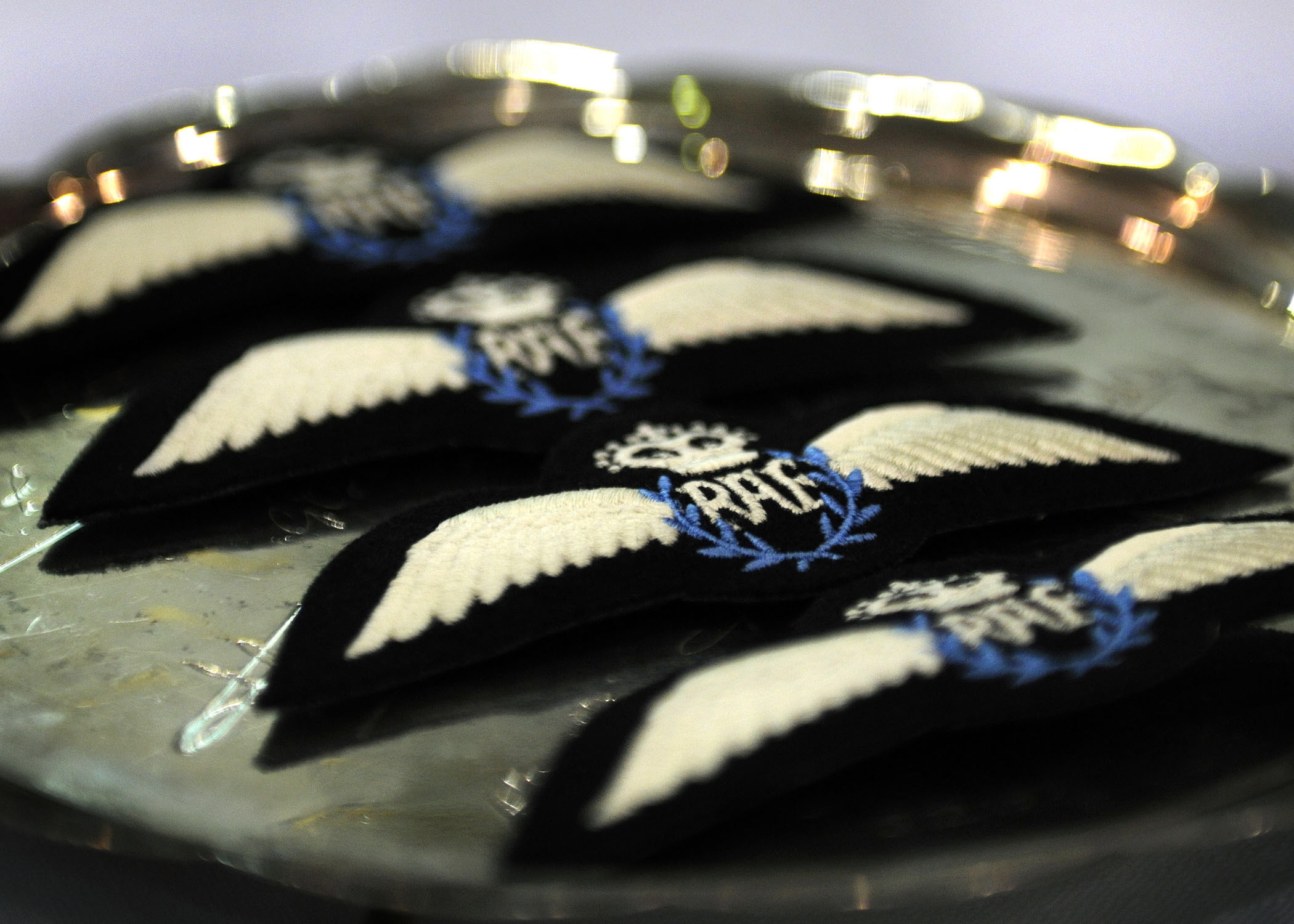
Nuevas alas de piloto de UCAV de la Real Fuerza Aérea británica, listas para ser entregadas a graduados del curso.

En la jerga militar, alas es la denominación que recibe la insignia que llevan en sus uniformes los militares de ciertas profesiones relacionadas con la aviación militar. El nombre de la insignia se debe a su diseño en forma de dos alas, pudiendo ser de una ave (normalmente un águila), una aeronave o una forma geométrica, y entre ellas el escudo o una imagen correspondiente a la profesión o a una unidad militar concreta. En algunos países, como los de la Mancomunidad de Naciones, esta insignia se llama insignia de aviador o emblema de aviador (aircrew brevet). 

## Descripción
Las más célebres son las alas de piloto, aunque habitualmente cualquier profesión que implica el servicio a bordo de una aeronave (como un navegante aéreo o un oficial de comunicaciones) dispone de sus propias alas. Todos los países que cuentan con fuerzas armadas, y más concretamente fuerzas aéreas, disponen de insignias de este tipo. En algunos, la insignia de profesionales de la aviación que no son pilotos solo consta de un ala única, aunque recibe también la denominación en plural. 
En muchas fuerzas armadas, las alas no se limitan a las profesiones de la aviación. También otras unidades relacionadas con las alturas, como los paracaidistas, unidades de rescate aéreas o combinadas, etc., cuentan con este tipo de insignias. También algunas unidades de élite, como las fuerzas especiales, operadores de drones (también llamados pilotos de drones) y servicios de inteligencia aérea, reciben una insignia similar.
Más allá de las fuerzas armadas, los pilotos de unidades aéreas de los cuerpos de seguridad (policía, aduanas, guardia fronteriza, etc.) reciben también las llamadas alas de servicio. En la aviación civil, muchas aerolíneas entregan a sus pilotos una insignia en forma de alas, de diseño genérico o particular, junto a la gorra de plato, que sirve a veces para lucirlas (y otras veces se enganchan a la chaqueta). En algunos países se permite a los pilotos de las fuerzas del orden, y algunas veces hasta a los pilotos civiles, lucir sus alas militares, si lo desean, si estos habían servido anteriormente como aviadores militares.
Como otras insignias militares, las alas son sujetas o cosidas a la parte superior del uniforme, ya sea una camisa, una chaqueta o un abrigo, casi siempre en el bolsillo o por debajo de él, aunque también pueden encontrarse en el centro del busto, en la gorra o colgadas del cuello. Pueden ser hechas de metal o de tejido, muchas veces de acuerdo con la ocasión o tipo de uniforme (de gala, de servicio, etc.).
La palabra alas sirve a veces para expresar la condición de aviador de una persona. Frases como «acaba de recibir sus alas» o «ganó sus alas después de mucho esfuerzo» se refieren a una persona que se graduara del curso de pilotos o recibiera su licencia de aviador. Esta expresión es usada tanto en el ámbito militar como el civil.

## Ejemplos dealasen las fuerzas armadas

### Países hispanoamericanos

#### España

Piloto del Ejército del Aire
Aviador del Ejército de Tierra
Aviador naval de la Armada Española
Aviador de la Guardia Civil
Aviador del Cuerpo Nacional de Policía

### Otros países

#### Alemania

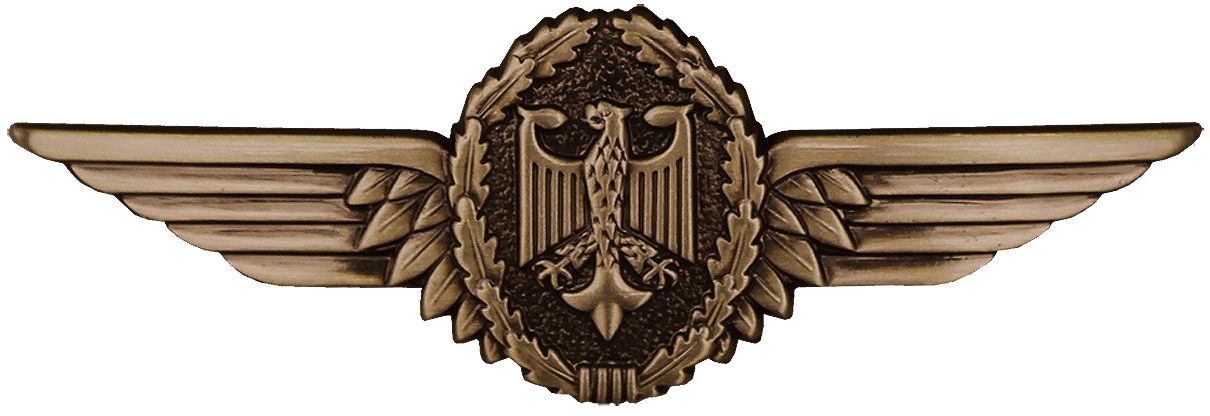
Alas de piloto militar (Militärluftfahrzeugführer) de la Luftwaffe alemana (Bundeswehr)
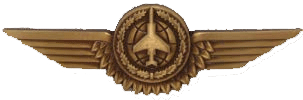
Alas de Oficial de Sistemas de Armas (Waffensystemoffizier) de la Luftwaffe alemana (Bundeswehr)

#### Reino Unido

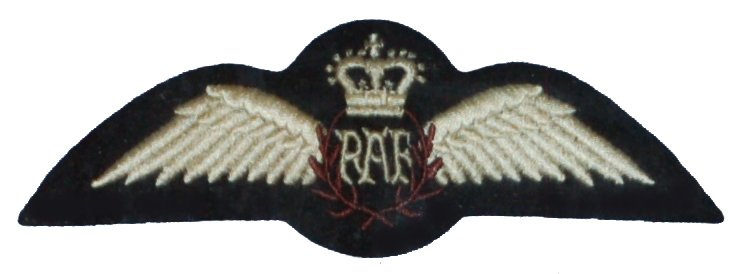
Alas de aviador (pilot brevet) de la RAF